# Arcyptera
Arcyptera is een geslacht van rechtvleugeligen uit de familie veldsprinkhanen (Acrididae). De wetenschappelijke naam van dit geslacht is voor het eerst geldig gepubliceerd in 1838 door Serville.

## Soorten
Het geslacht Arcyptera omvat de volgende soorten:
- Arcyptera albogeniculata Ikonnikov, 1911
- Arcyptera coreana Shiraki, 1930
- Arcyptera ecarinata Sjöstedt, 1933
- Arcyptera flavivittata Yin & Mo, 2009
- Arcyptera fusca Pallas, 1773
- Arcyptera tornosi Bolívar, 1884
- Arcyptera alzonai Capra, 1938
- Arcyptera brevipennis Brunner von Wattenwyl, 1861
- Arcyptera kheili Azam, 1900
- Arcyptera labiata Brullé, 1832
- Arcyptera mariae Navás, 1908
- Arcyptera maroccana Werner, 1931
- Arcyptera meridionalis Ikonnikov, 1911
- Arcyptera microptera Fischer von Waldheim, 1833